# Schöfflisdorf
Schöfflisdorf est une commune suisse du canton de Zurich, située dans le district de Dielsdorf.

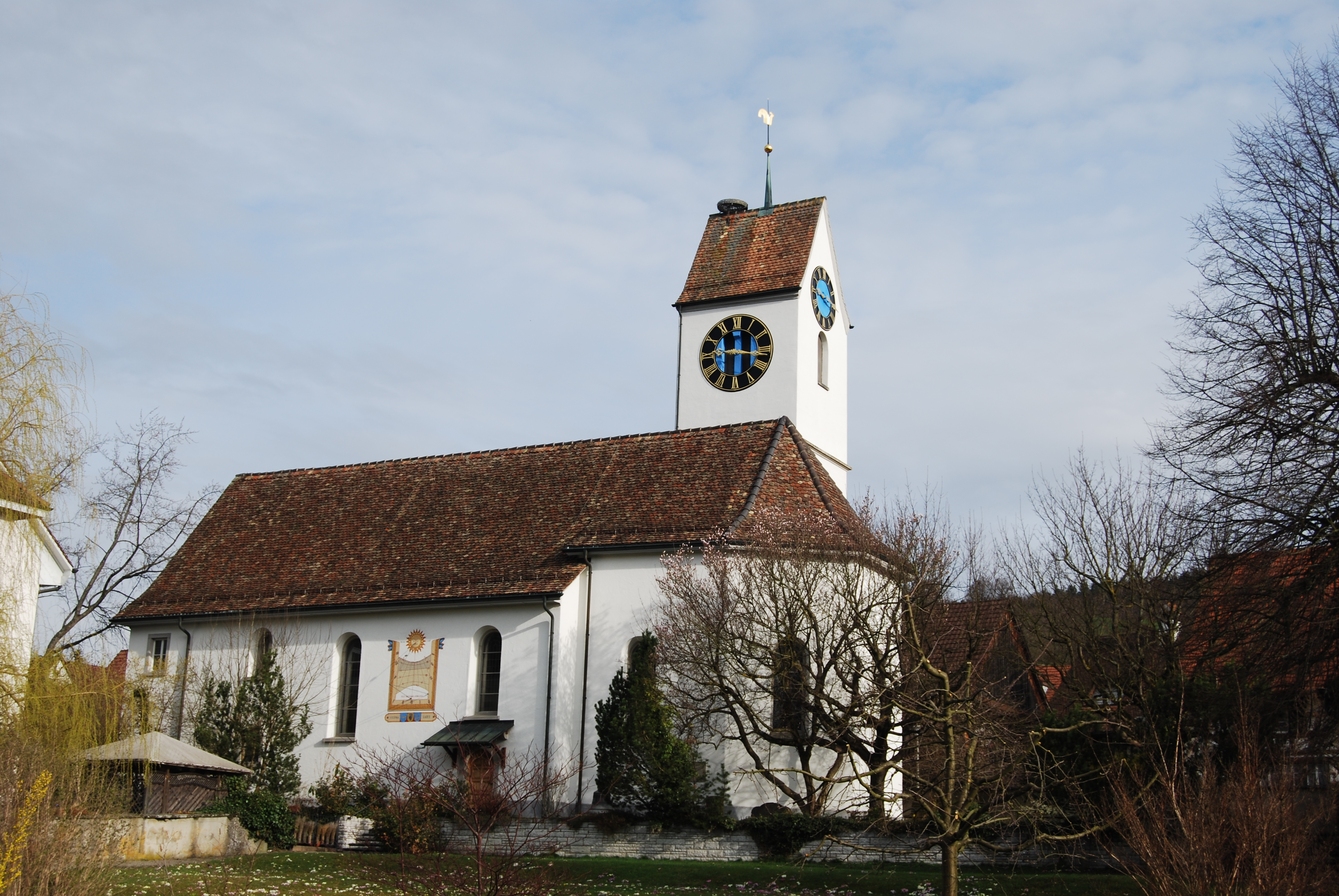
Église de Schöfflisdorf.

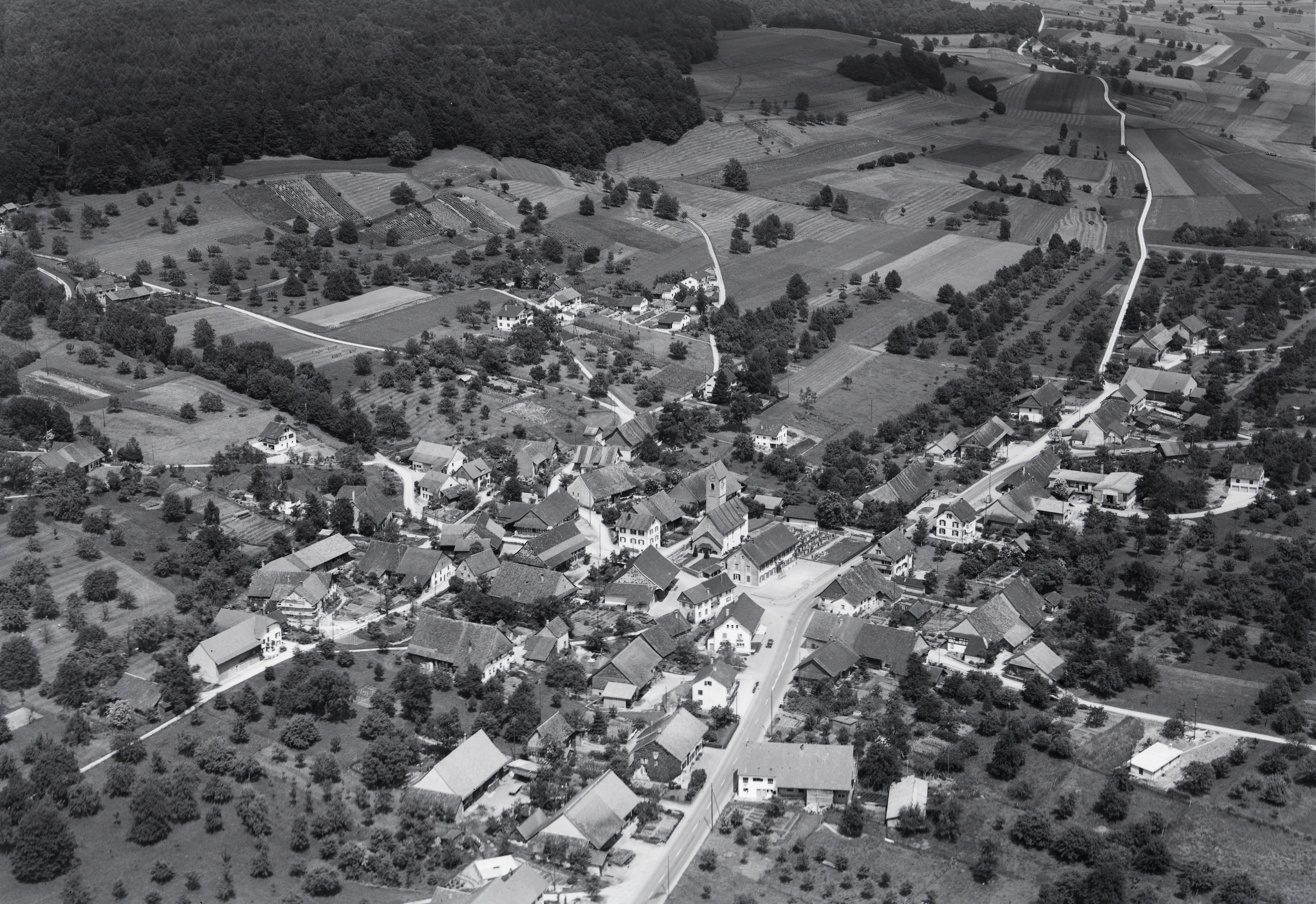
Photo aérienne (1958).